# Castelo Novo
Castelo Novo is een plaats (freguesia) in de Portugese gemeente Fundão en telt 439 inwoners (2001).